# Stanisław Fal
Stanisław Fal (ur. 29 kwietnia 1954 w Niebieszczanach) – polski polityk, działacz spółdzielczy, samorządowiec, poseł na Sejm II kadencji, działacz Polskiego Stronnictwa Ludowego.

## Życiorys
W 1974 ukończył Technikum Mechaniczne w Sanoku z dyplomem technika mechanika o specjalności obróbka skrawaniem. Podczas nauki w szkole średniej w 1973 został członkiem Zjednoczonego Stronnictwa Ludowego. Pracował w spółdzielni mleczarskiej, rejonowej spółdzielni Samopomoc Chłopska, a od 1976 w spółdzielni kółek rolniczych. Został członkiem Wojewódzkiego Związku Kółek i Organizacji Rolniczych. Przez wiele lat był prezesem zarządu Spółdzielczych Kółek Rolniczych. W 1991 ukończył studia na Wydziale Budowy Maszyn i Lotnictwa Politechniki Rzeszowskiej z tytułem zawodowym inżyniera mechanika. Został wiceprezesem zarządu gminnego PSL w Sanoku. Od 1995 do 1997 był posłem II kadencji wybranym w okręgu krośnieńskim (mandat objął w miejsce zmarłej Marii Olszewskiej). Zasiadł we władzach Podkarpackiej Izby Rolniczej. Ostatni raz kandydował do Sejmu w 2001. W wyborach samorządowych w 1998 ubiegał się o mandat radnego Sejmiku Województwa Podkarpackiego startując z listy Przymierza Społecznego. Mandat radnego objął w 2001 i wykonywał do 2002; nie ubiegał się o reelekcję. W 2006 i 2010 wybierany na radnego powiatu sanockiego. W 2014 nie uzyskał reelekcji. Zajął się prowadzeniem prywatnej działalności gospodarczej w ramach spółki prawa handlowego.
W 2000 otrzymał Złoty Krzyż Zasługi.

## Życie prywatne
Żonaty, ojciec ośmiorga dzieci (czterech córek i czterech synów). Zamieszkał w Zagórzu.